# Houillères de Bosmoreau
Les houillères de Bosmoreau sont des mines de charbon situées dans un petit bassin minier localisé à l'ouest du département français de la Creuse, sur la commune de Bosmoreau-les-Mines, près de Bourganeuf.
Le bassin de Bosmoreau est l'un des deux bassins houillers de la Creuse, avec celui de Ahun - Lavaveix, situé à environ 25 km au nord-est.
L'exploitation du filon de Bosmoreau, découvert en 1765, débute effectivement à la fin du XVIIIe siècle, se rationalise en 1850, et se poursuit de façon souterraine jusqu'en 1923. Après la Seconde Guerre mondiale, elle reprend également à ciel ouvert, jusqu'à fermeture définitive en 1958. 

## Histoire

Localisation du bassin houiller en France.

### Débuts (1765-1850)
La découverte d'anthracite à Bosmoreau intervient en 1765, lorsque Jeanne Bouteille tombe par hasard sur une roche noire au village de Chez Lamay. L'exploitation méthodique du charbon démarre en 1784, avec l'attribution d'une première concession à M. Faure, originaire de Cosnac, en Corrèze, sur le territoire des paroisses de Bos-Moreau et Mazuras. Trois puits sont creusés, mais la mort précoce de Faure interrompt les travaux jusqu'à l'expiration de la concession en 1799. Deux nouveaux puits sont creusés sous l'égide d'Élisabeth Foucaud de la Salesse, propriétaire du château de Fresseix. Une dizaine de mineurs y travaillent, jusqu'à ce qu'un effondrement stoppe l'activité en 1805. En 1825, M. Moulard, un industriel de la Compagnie des mines d'Anzin, dans le bassin minier du Nord, envisage la création d'une aciérie ; il obtient la concession l'année suivante, investit 800 000 francs dans les années qui suivent, et confie la direction de la mine à M. Fillioux, chargé d'exploiter plusieurs mines en Creuse. De nouveaux puits sont creusés, dont l'un porte d'ailleurs le nom d'Anzin ; le chimiste Joseph Louis Gay-Lussac s'y intéresse. La production annuelle atteint un maximum de 278 tonnes en 1835. La mort de M. Moulard en 1840 et l'isolement de la mine causent sa désaffectation.
En 1846, la concession est attribuée à un Parisien, M. Gentil, qui relance certains puits anciens et en ouvre un nouveau. Il meurt rapidement, et la concession échoit à la compagnie des Forges de Mondon, établie à Saint-Sulpice-les-Feuilles, en Haute-Vienne. 16 mineurs sont alors employés, jusqu'à la mise en liquidation en 1850.

### Développement (1850-1922)

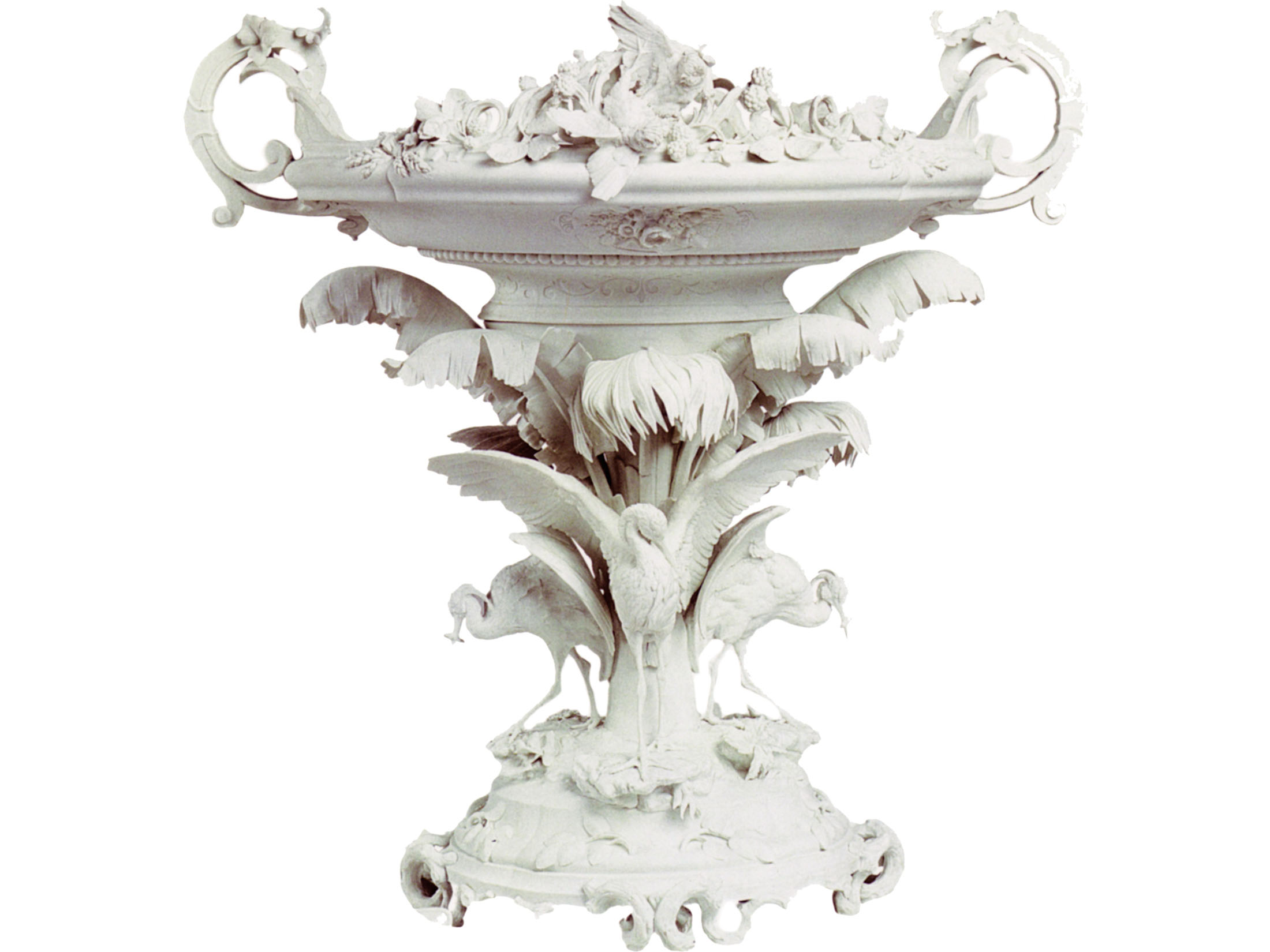
Un « blanc de Pouyat » de 1855, porcelaine dure de Limoges.

La présence dans le secteur de la famille du porcelainier de Limoges Émile Pouyat est décisive dans la relance de la mine de Bosmoreau. L'anthracite qu'on y trouve s'avère appropriée à la cuisson des « blancs de Pouyat », pièces de porcelaine nécessitant un pouvoir calorifique très élevé. Pouyat rachète la mine en 1850, et déplace son attention sur le site de Chez Réjeasse, au nord-ouest du bourg de Bosmoreau. Après des travaux de reprise, il concentre ses efforts sur un niveau puits, auquel il donne le nom de sa fille, Marthe. Profond de 125 mètres, puis 138 en 1882, et jusqu'à 255 par des galeries annexes, le puits Marthe constitue le seul puits productif de Bosmoreau jusqu'en 1922. Il emploie jusqu'à 287 mineurs en 1921. Il est surmonté d'un chevalement en bois et fonctionne grâce à une puissante machine à vapeur. La production augmente rapidement à partir des années 1860, passant de moins de 1 000 tonnes annuelles en 1855 à près de 5 000 en 1865. En 1868, le rapport du géologue suisse Emmanuel-Louis Gruner fait état du potentiel de la zone de Chez Lamay, au nord-est du bourg.
L'essor de la mine stimule les projets de grande ampleur : on évoque d'abord la réalisation d'un canal reliant la Loire à la Garonne en passant par les bassins miniers de Bosmoreau et de Lavaveix, mais c'est finalement le chemin de fer qui dessert le secteur, avec l'ouverture de la ligne de Vieilleville à Bourganeuf en 1883. Martin Nadaud obtient que le tracé retenu desserve Bosmoreau. En dépit de tensions épisodiques avec la municipalité, Émile Pouyat demeure à la tête de l'exploitation de la mine jusqu'à sa mort en 1892. C'est son petit-fils, Hippolyte, fils que sa fille Marthe a eu avec Pierre Hubert Martin de la Bastide, décédé en 1888, qui reprend la direction.
Le minerai extrait à Bosmoreau intéresse plusieurs secteurs industriels, notamment, outre les fabricants de porcelaine de Limoges, la fonderie de Ruelle et les tuileries d'Argenton-sur-Creuse.
Conformément à l'usage introduit par l'administration ferroviaire, qui a attribué le complément « les Mines » au nom de la gare de Bosmoreau, la commune prend officiellement le nom de Bosmoreau-les-Mines en 1904.
Hippolyte de la Bastide engage la modernisation et la rationalisation du fonctionnement de la mine, en créant la Société des Houillères de Bosmoreau en 1895, en recrutant du personnel plus qualifié et en nommant un directeur, Jean-Baptiste Deville, originaire de la Loire, et qui est passé par la mine de Lavaveix. De nouveaux bâtiments sont édifiés. La productivité explose : 24 000 tonnes sont sorties en 1908, 39 000 tonnes en 1913, et encore 35 000 tonnes en 1920. Parallèlement, les solidarités s'organisent, avec la fondation d'une première caisse de secours et de retraite en 1895, la formation d'une première section syndicale au lendemain de la catastrophe minière de Courrières en 1906, et enfin la création d'une Chambre syndicale des ouvriers mineurs le 3 juillet 1914. Durant la période d'activité, on recense peu de grands accidents, pour un total de 45 décès entre 1850 et 1922.
Les effets de la Première Guerre mondiale sont paradoxalement positifs : la destruction des mines situées près du front, dans le Nord de la France, favorise les houillères méridionales. L'épuisement progressif du puits Marthe pousse la direction de la mine à engager des travaux préalables au creusement d'un nouveau puits, nommé puits Saint-Antoine. En 1916, la famille Deville se retire au profit d'une nouvelle direction, incarnée par Philippe Dupuy.

### Arrêt puis relance de la mine (1923-1958)
Le regain des charbons nordiste, lorrain et allemand fragilise toutefois le bassin de Bosmoreau. Des quantités croissantes de charbon sont invendues ; les infrastructures, qui ont souffert de la période du conflit, attendent une rénovation. La production chute à 17 000 tonnes pour l'année 1921. La mine ferme finalement début 1923.
Par la suite, le baron de La Bastide cède le site à Philippe Dupuy, qui y exploite dès lors une briqueterie, produisant des briques à partir d'un mélange de matériau de terril et d'argile, découvert fortuitement. L'usine réemploie une partie des mineurs, mais aussi une nouvelle main d'œuvre d'origine immigrée, polonaise notamment. La société fonctionne cependant difficilement, et ferme en 1934. De cette époque date notamment la cheminée, de 35 m de hauteur à l'origine, étêtée à 25 ultérieurement.
L'activité minière reprend durant la Seconde Guerre mondiale. Philippe-Fernand Gauthier, ingénieur de Clermont-Ferrand, reprend les recherches, creuse deux nouvelles galeries en pente douce —— des descenderies —— et revend ensuite ses travaux, faute de moyens, à la famille de papetiers De Montgolfier. Valéry de Montgolfier obtient le droit de relance en 1943. Plusieurs actionnaires de l'Isère contribuent à faire naître la Société des Mines de Bosmoreau. La couche identifiée, prometteuse, satisfait les espoirs locaux après la guerre. L'exploitation se fait désormais à ciel ouvert, une première en France pour une mine de charbon. Mais un nouveau déclin intervient dès 1952, précipité par des déboires météorologiques et budgétaires.
La proportion du charbon extrait, par rapport au minerai présent, est estimée à environ 25 %
À sa fermeture, la mine emploie 117 personnes, après avoir atteint un effectif maximal de 359 en 1951.

### Après-mine

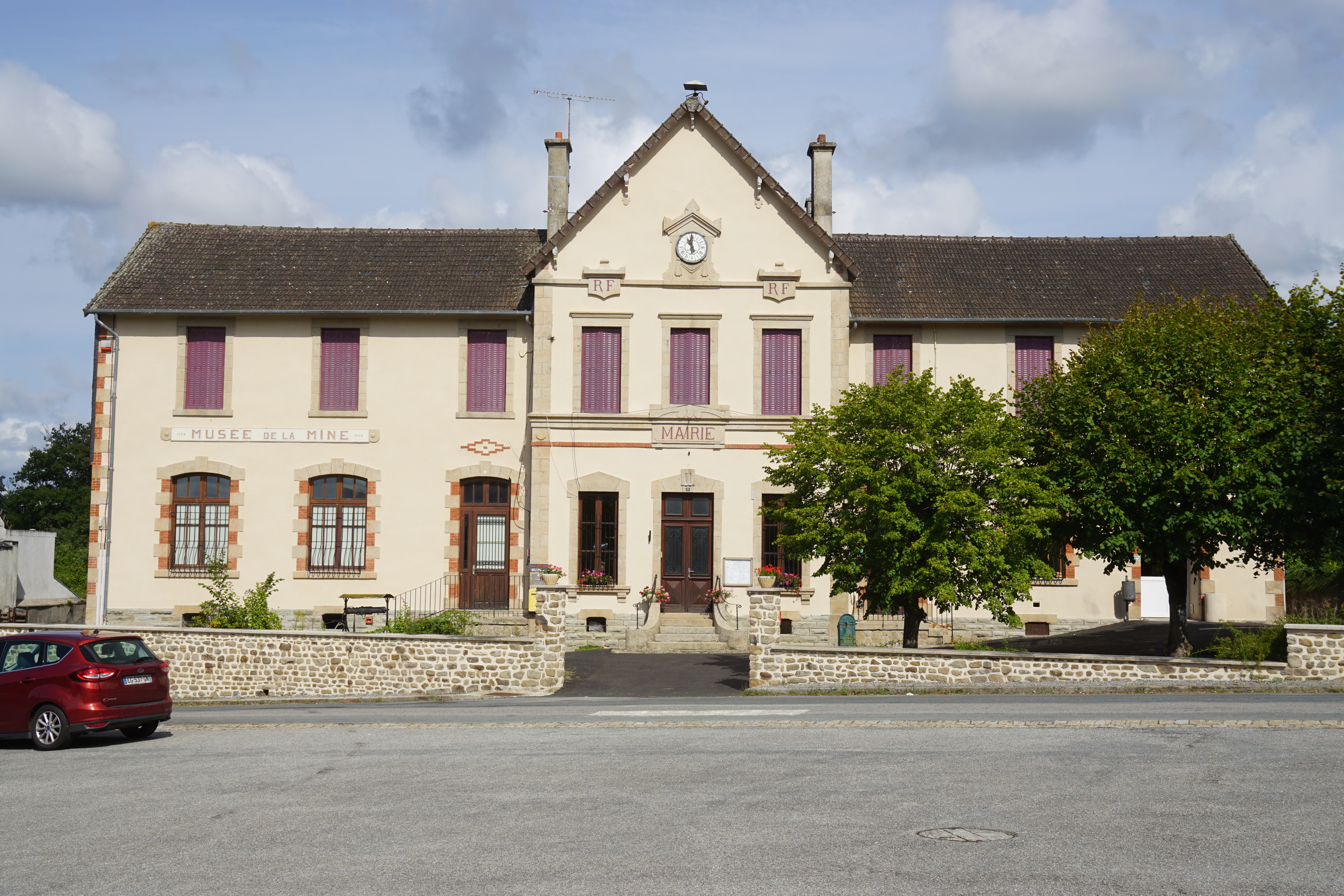
Mairie et musée de la mine.

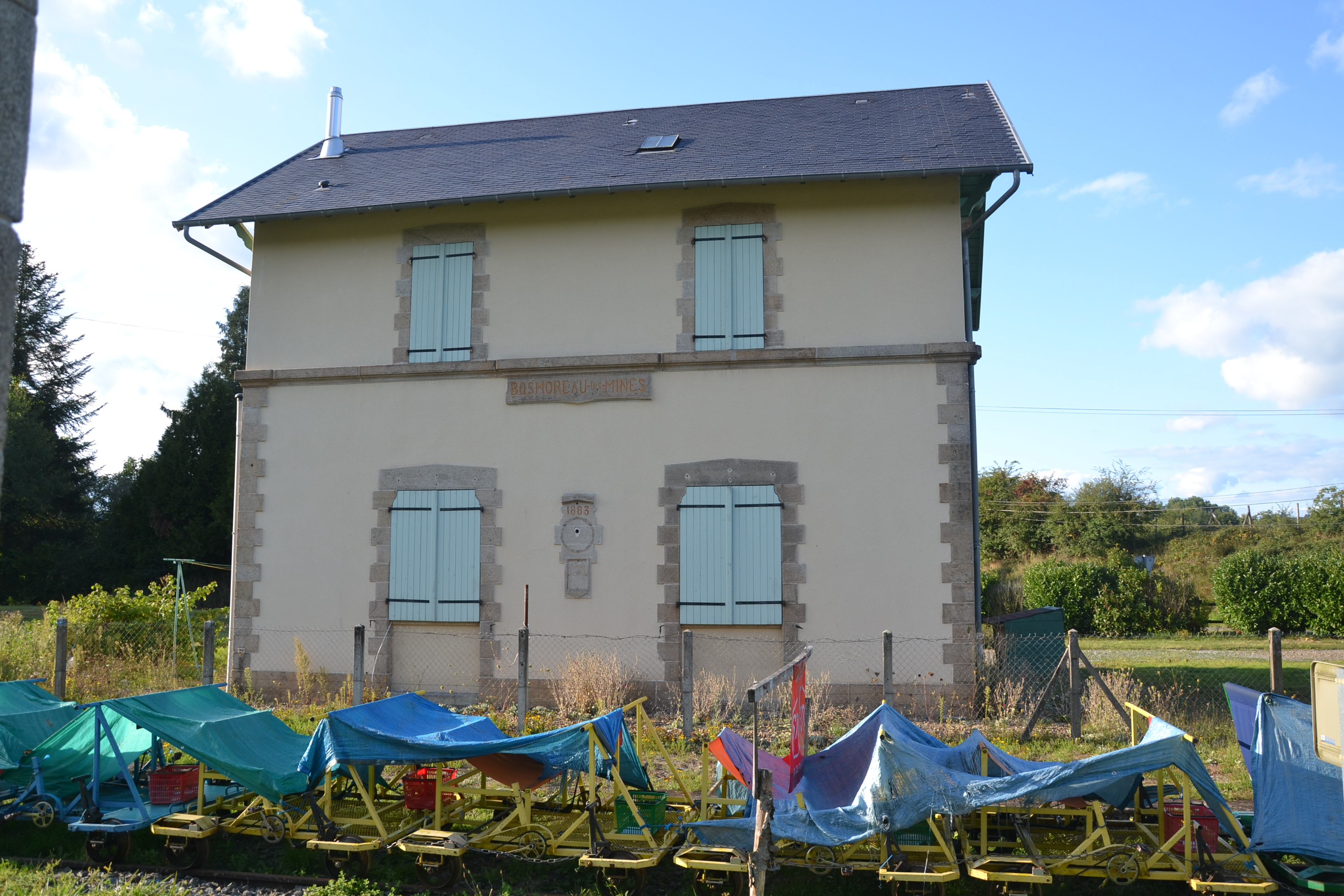
Vélorail de la mine.

La valorisation de l'histoire minière passe notamment par des visites commentées, par exemple lors des Journées européennes du patrimoine.
Plusieurs ouvrages retracent l'histoire de la mine de Bosmoreau,. Le Musée de la mine de Bosmoreau-les-Mines, ouvert en 2003, aménagé par l'ancienne première adjointe au maire Liliane Spinger, valorise l'histoire et les patrimoines de l'extraction de la houille. Deux parcours pédestres permettent aussi de découvrir le patrimoine minier, au départ de l'ancienne gare, où un circuit de vélorail a été installé sur l'ancienne voie ferrée.
Les Archives départementales de la Creuse conservent également des documents relatifs à l'histoire de la mine de Bosmoreau, aux côtés des fonds des houillères d'Ahun, à la cote 132J.

## Vestiges
De nombreux vestiges demeurent en place, principalement autour du site de la Lande.

Logements ouvriers
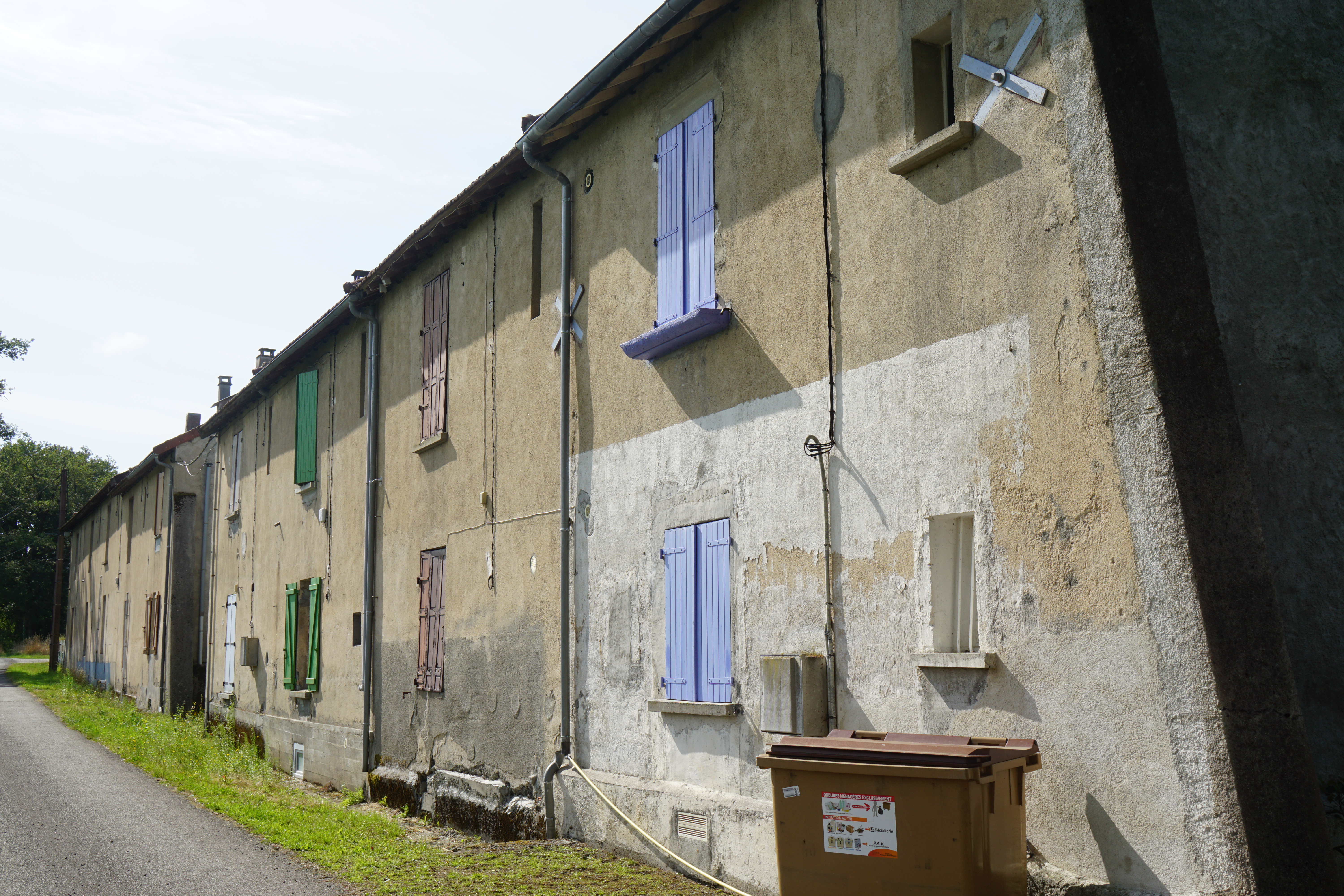
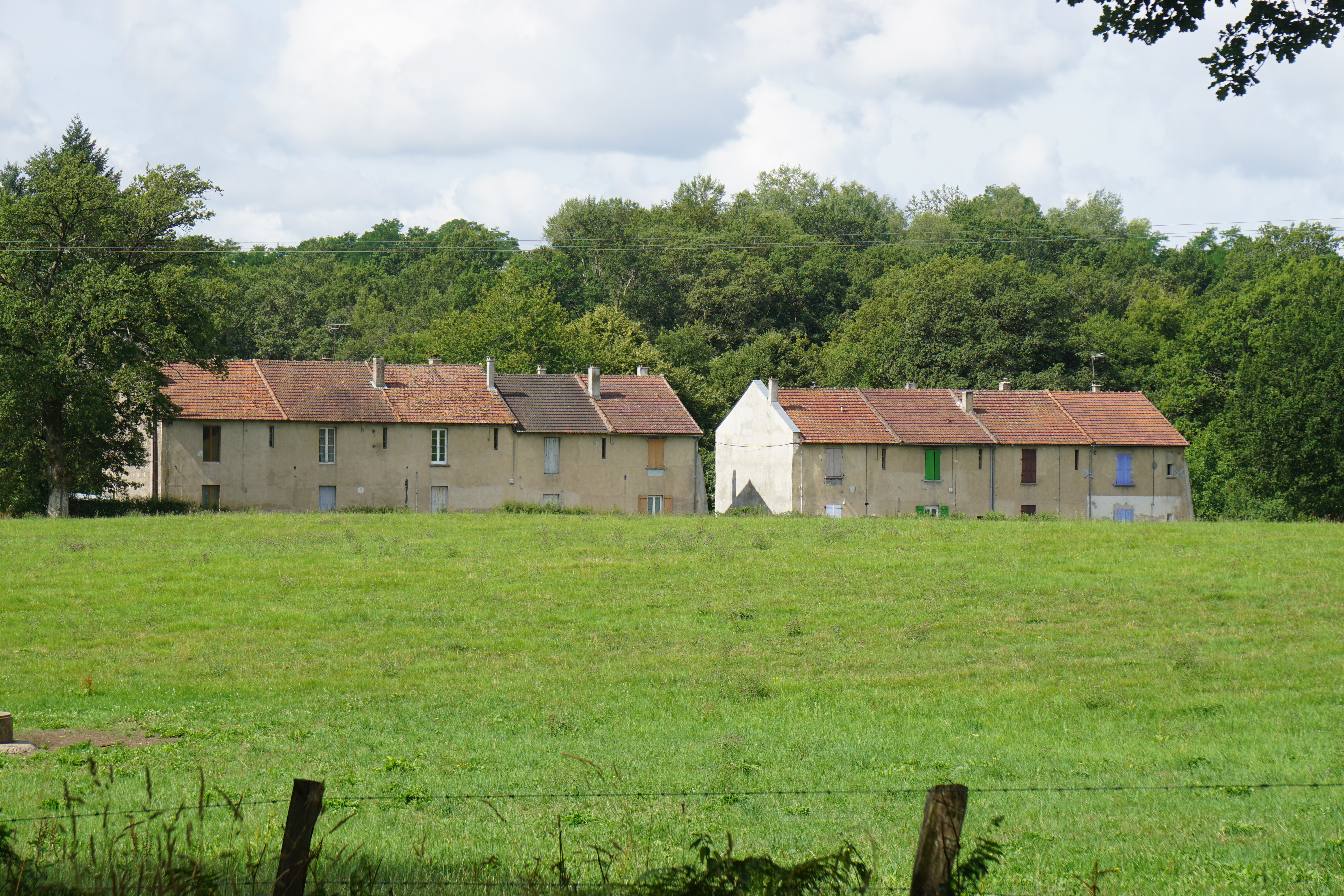

Site de la lande
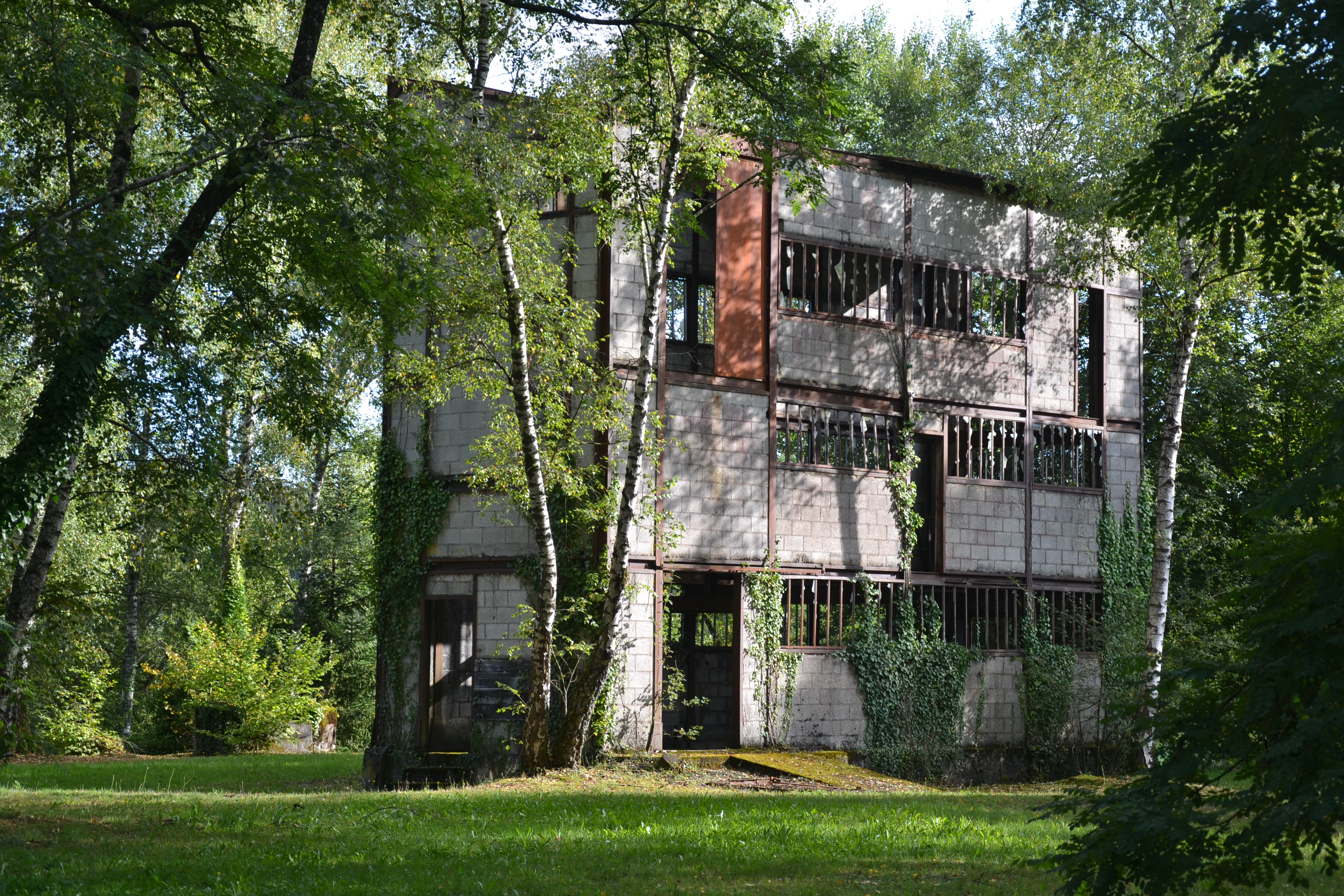
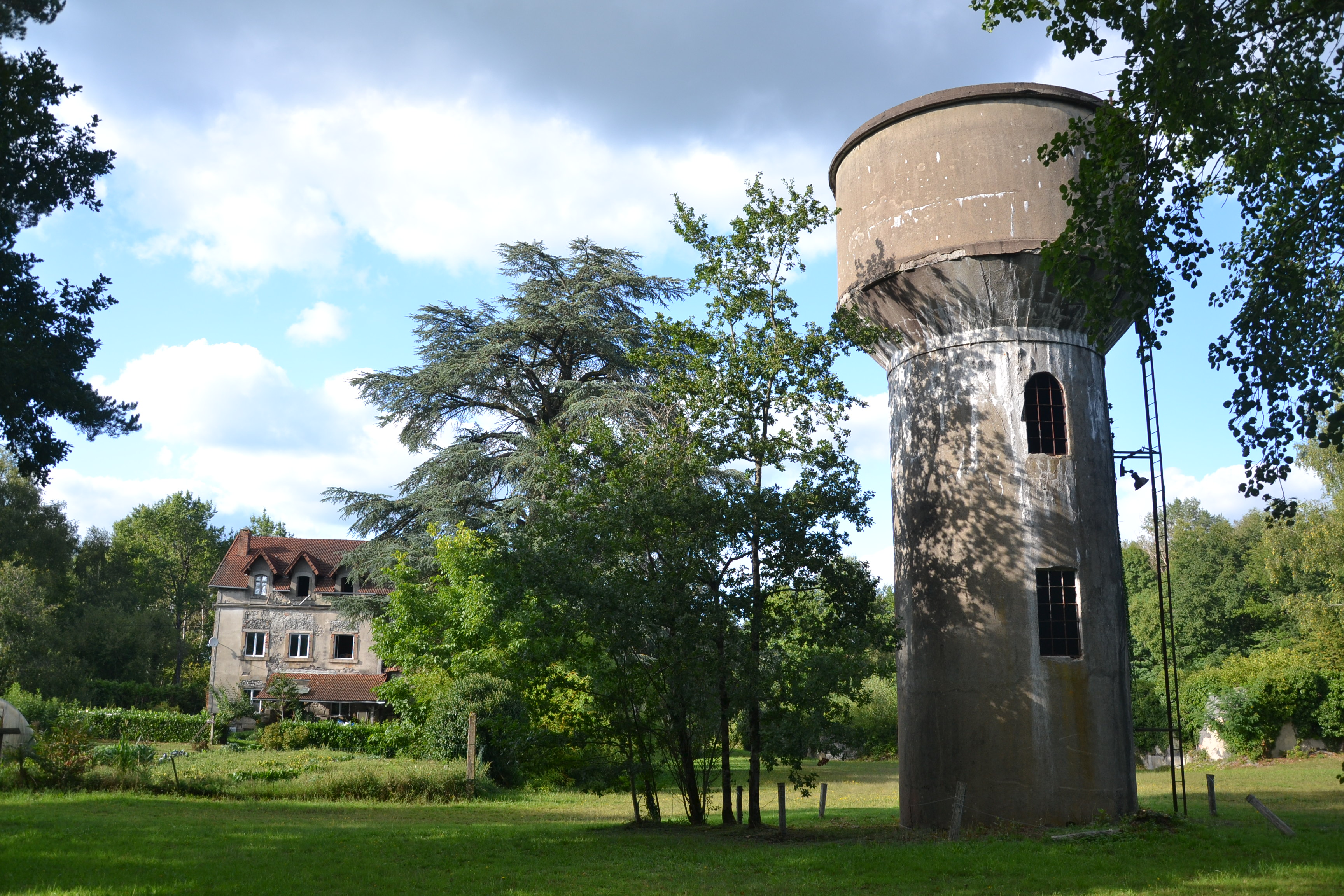
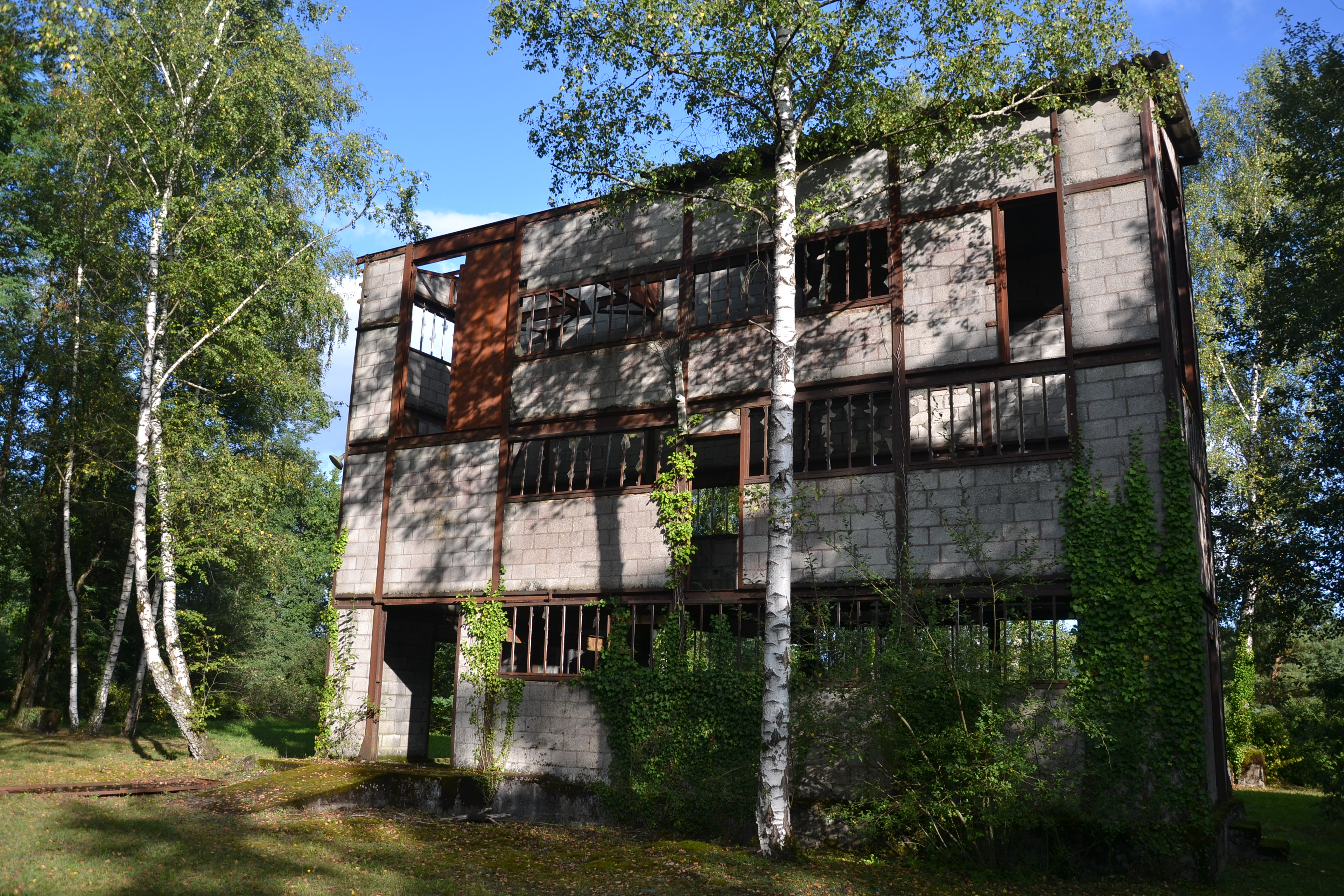
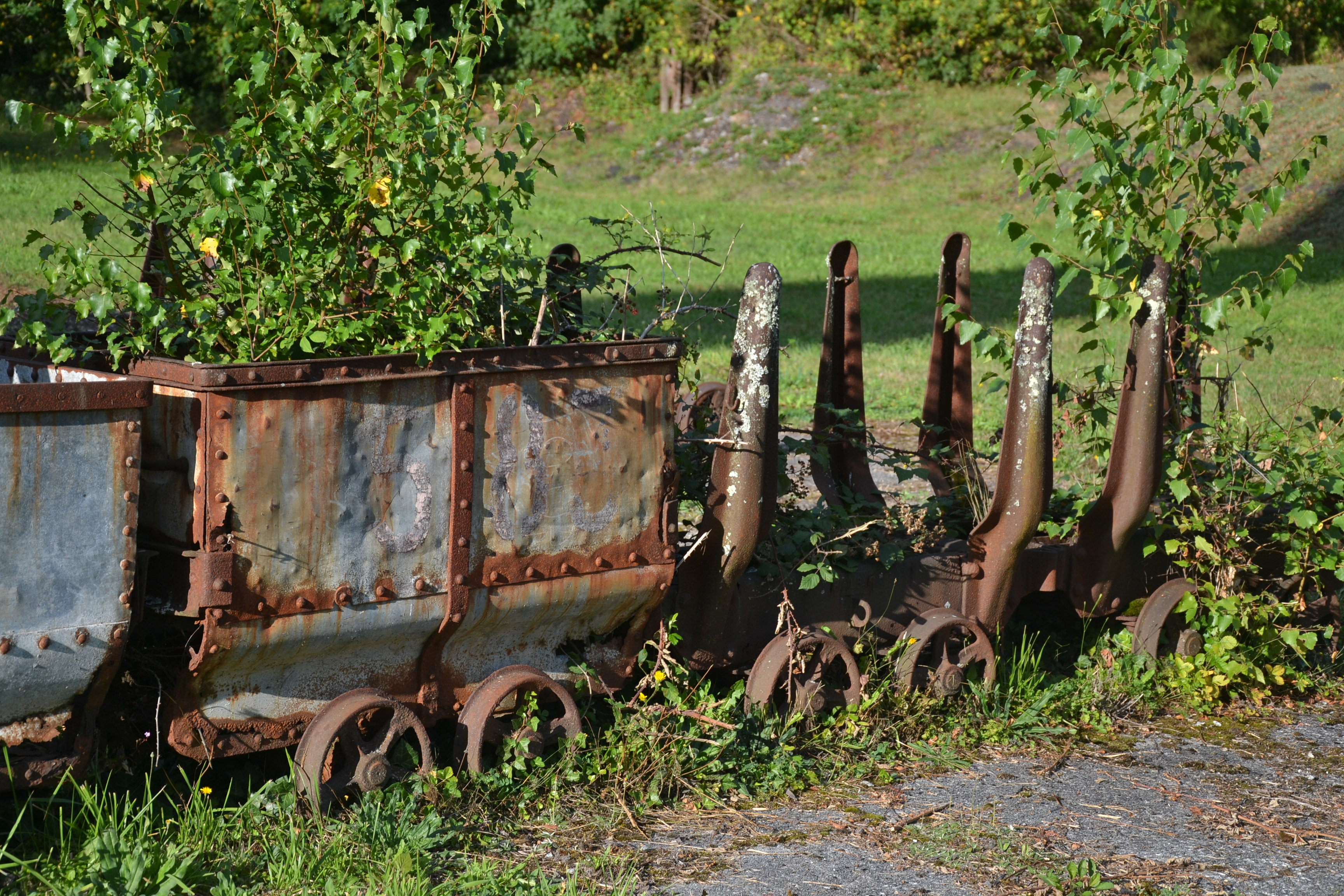
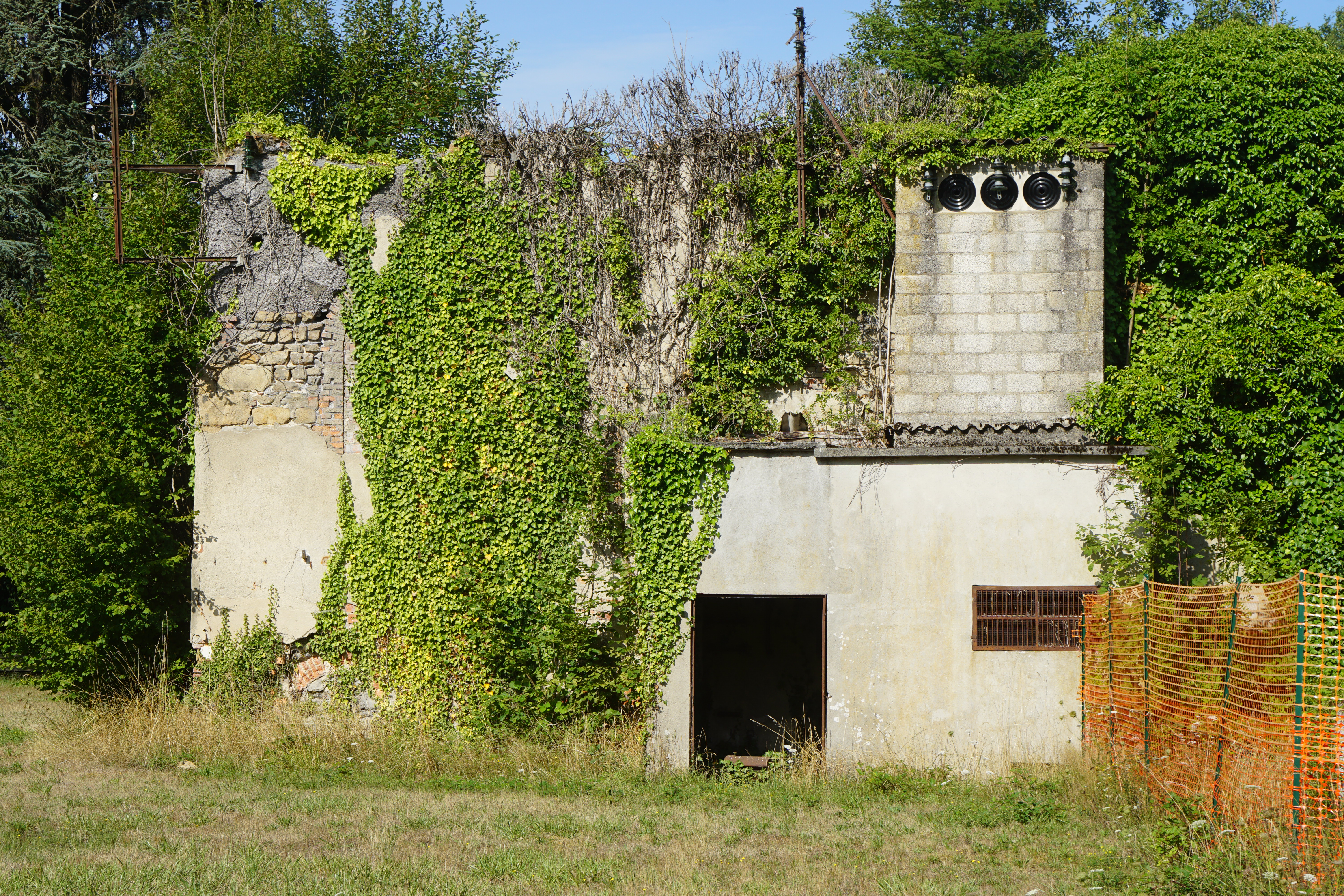
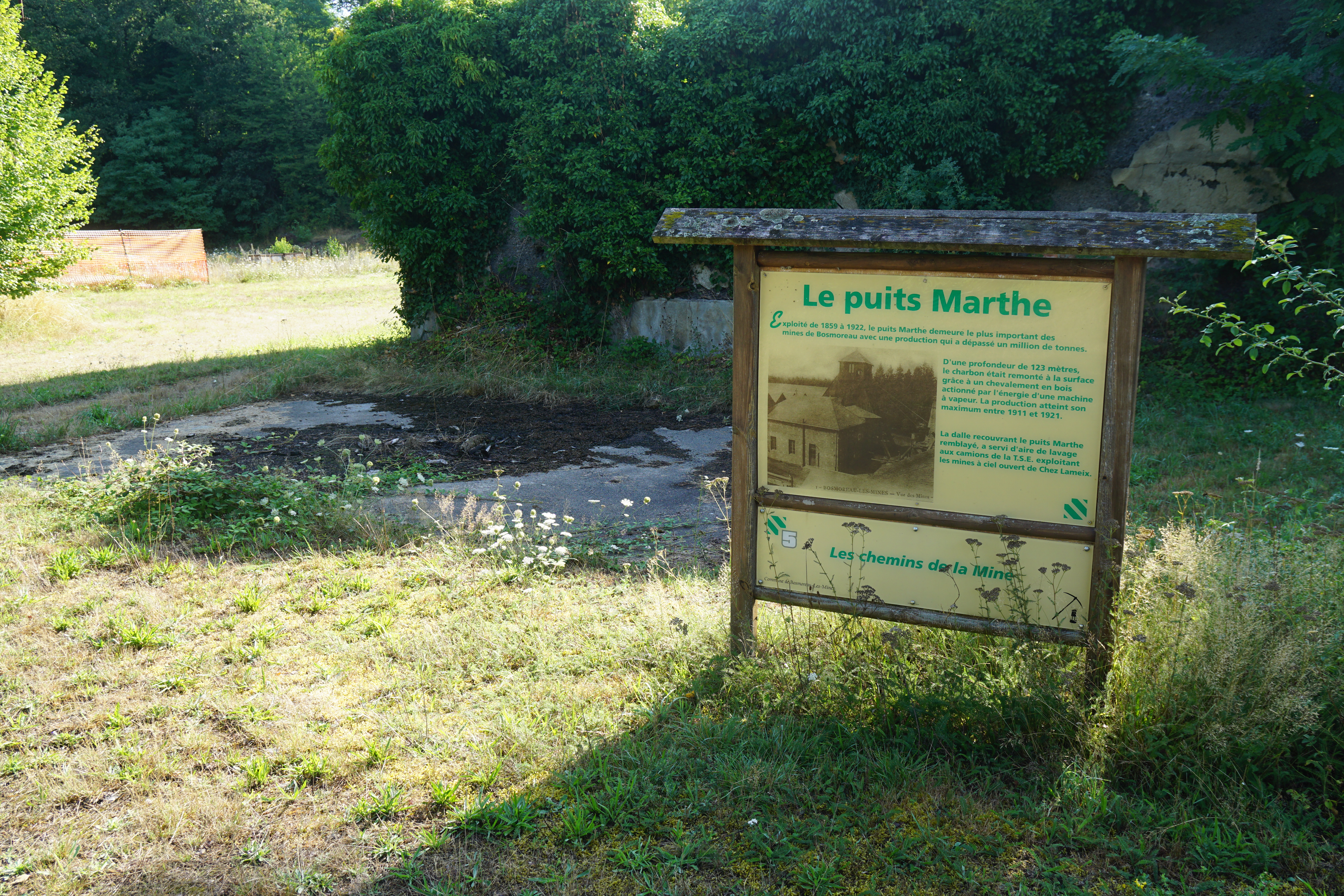
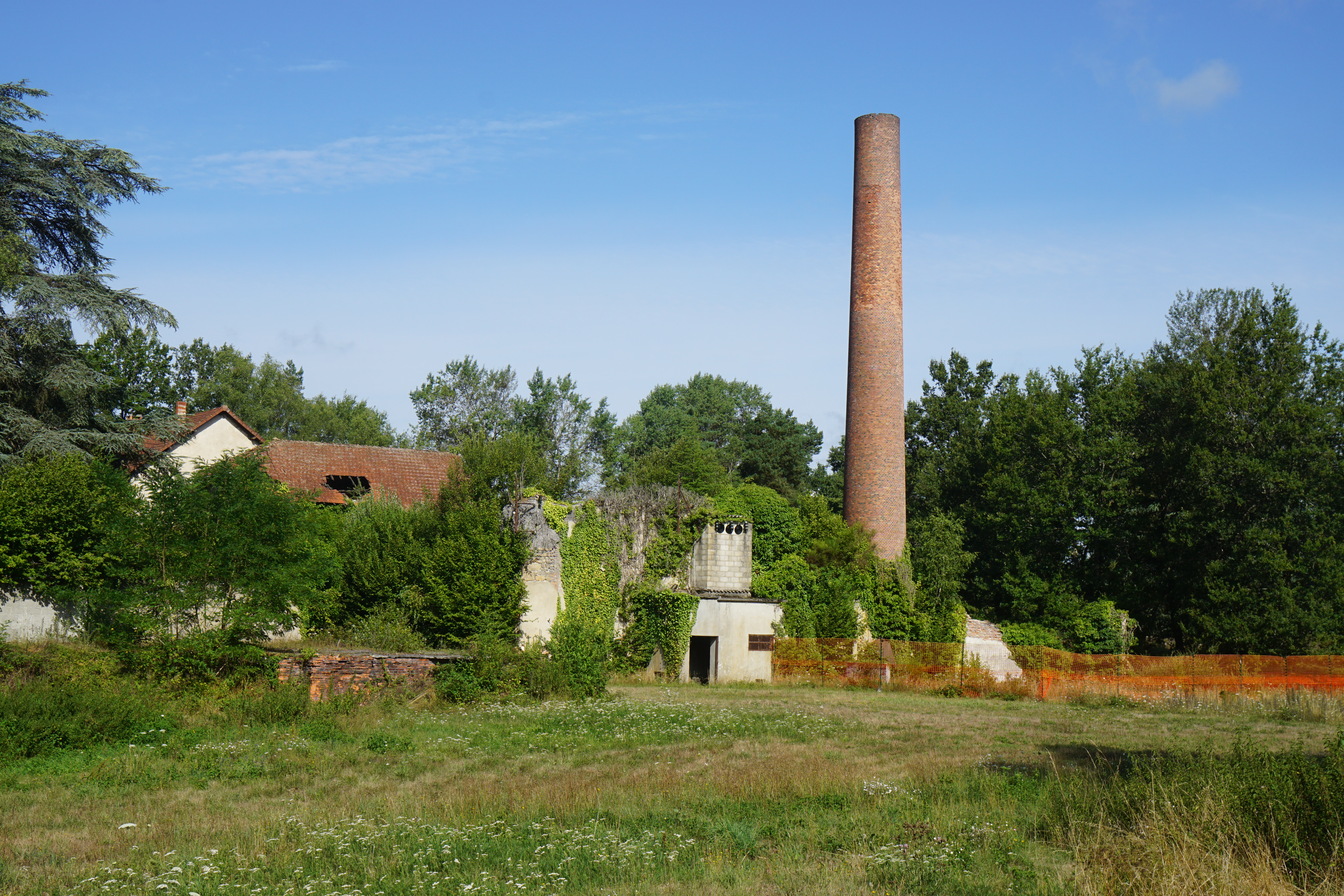
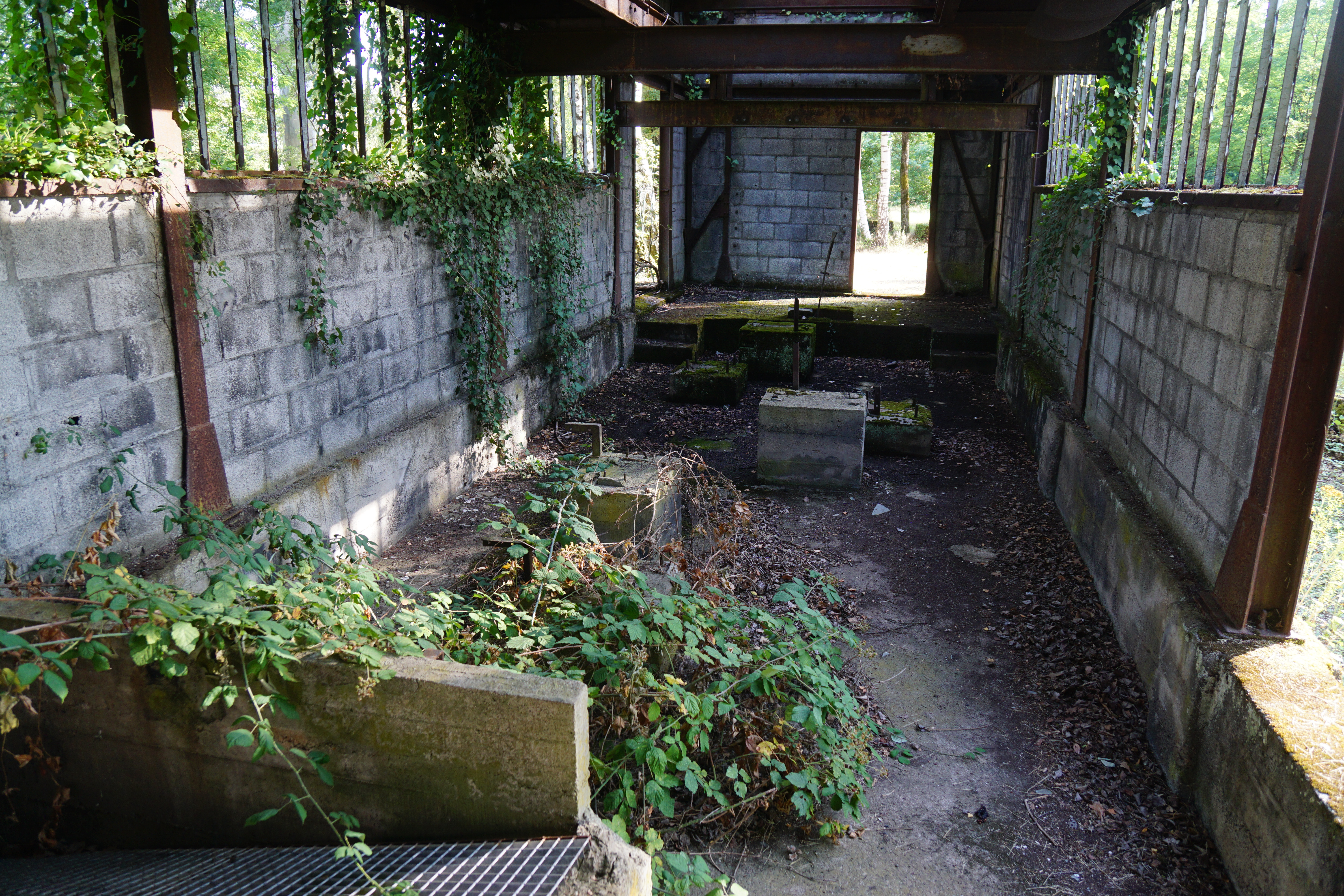

Puits d'aérage
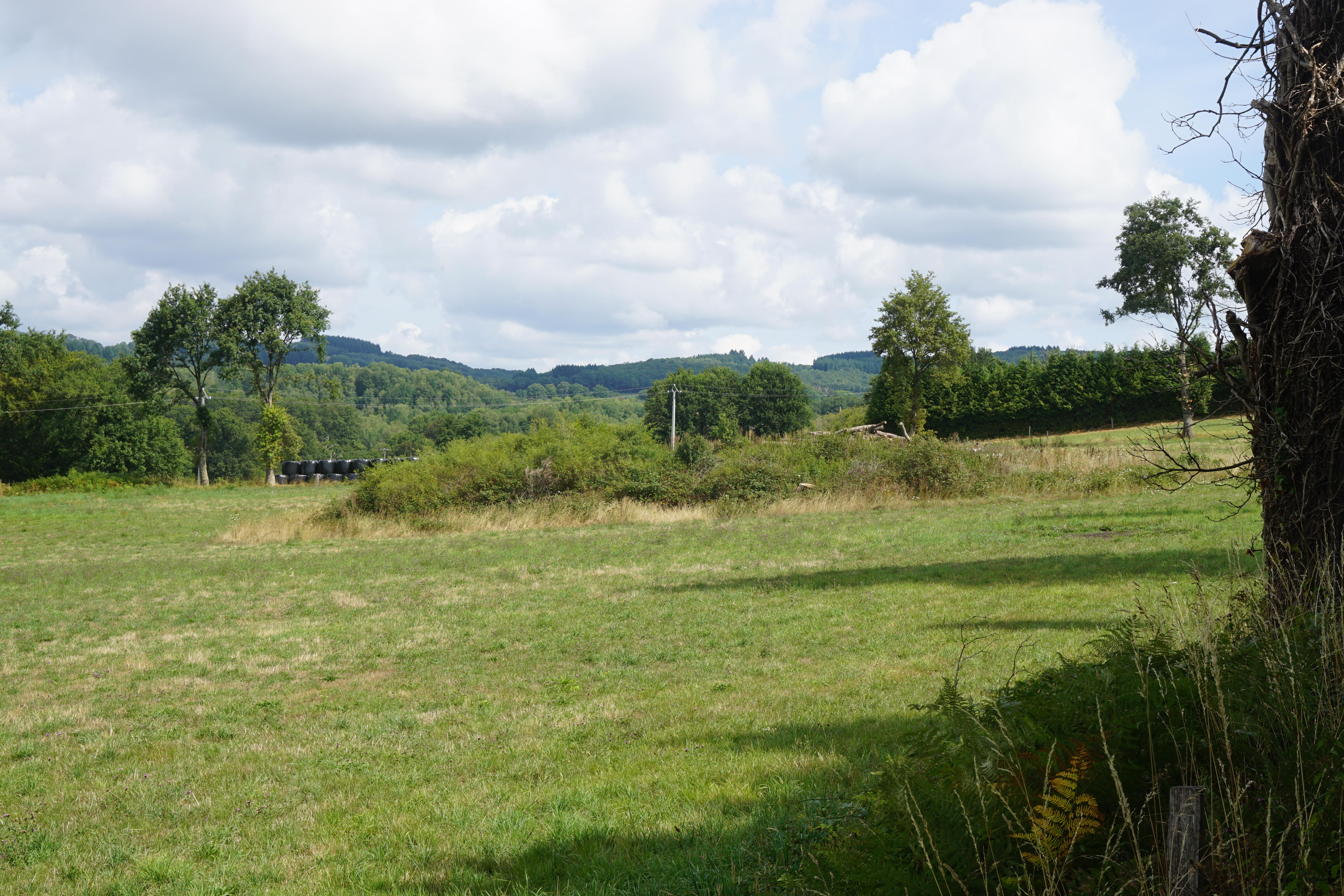